# 県内駅
県内駅 （ヒョンネえき）は、現在の大韓民国江原特別自治道高城郡にかつて存在した駅である。

## 利用可能な路線
- 東海北部線

## 歴史
- 1937年11月1日 - 開業。
- 1950年7月 - 朝鮮戦争により営業中止。
- 1953年7月31日 - 再開業。
- 1963年9月30日 - 廃駅。

## 隣の駅
東海北部線
巨津駅 - 県内駅 - 猪津駅